# Cesare Cardini
Cesare Cardini, noto anche come Caesar Cardini (Baveno, 24 febbraio 1896 – Los Angeles, 3 novembre 1956), è stato un cuoco italiano naturalizzato statunitense.

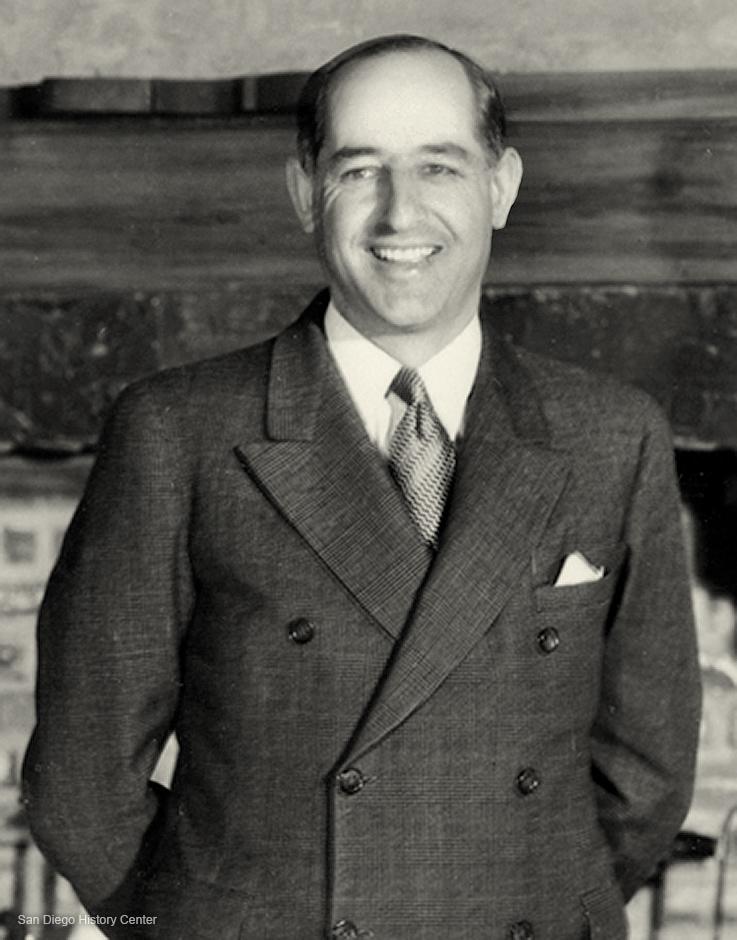
Cesare Cardini nel 1930

È noto, in particolare, per aver creato la tipologia di insalata chiamata Caesar salad, che da lui prende il nome.

## Biografia
Nato nella zona del Lago Maggiore aveva sei fratelli: Bonifacio, Annibale, Alessandro, Carlotta, Gaudenzio e Maria. Emigrò giovanissimo in America assieme ai fratelli Alessandro e Gaudenzio, dove tutti e tre avviarono delle attività nel campo della ristorazione, prima negli Stati Uniti e successivamente in Messico, per poi ritornare negli USA .
Poco più che ventenne, Cesare si trasferì negli Stati Uniti, dove avviò un ristorante a Sacramento, successivamente si spostò a San Diego, in California sempre lavorando nell'ambito della ristorazione. Nello stesso periodo intraprese la stessa attività in Messico nella vicina Tijuana, in modo da aggirare le restrizioni dovute al proibizionismo. Sposò Camille, ed ebbe una figlia, Rosa Maria Cardini (1928-2003).
Cardini ha il merito di aver creato la famosa Caesar salad,di origine italiana, che è diventata un piatto molto popolare fra le celebrità di Hollywood, specie dopo che nel 1929 spostò la sede del suo albergo.
La famiglia di Cardini si trasferì a Los Angeles nel 1935 e da quel periodo la sua attività si focalizzò sulla produzione e commercializzazione del suo condimento per l'insalata, registrato come marchio nel 1948.
Morì il 3 novembre 1956 nella sua abitazione di Los Angeles a seguito di un ictus, e fu sepolto nel cimitero di Inglewood Park. L'azienda di famiglia è stata successivamente gestita dalla figlia; successivamente il marchio è stato ceduto. Ancora oggi sono in commercio i condimenti contrassegnati dal nome "Caesar" in una dozzina di varianti.